# Frank Rommel
Pour les articles homonymes, voir Rommel (homonymie).
Frank Rommel, né le 30 juillet 1984 à Suhl, est un skeletoneur allemand. Après des débuts en 2002, il a remporté la médaille de bronze lors des championnats du monde de 2008 à Altenberg en Allemagne ; il obtient un titre mondial, l'année suivante lors de l'épreuve mixte par équipes. Il a également pris part aux Jeux olympiques d'hiver de 2006 à Turin où il a pris la 24e place et aux Jeux olympiques d'hiver de 2010 où il se rapproche des meilleurs en terminant 7e.

## Palmarès
| Compétitions / Année    | Compétitions / Année    | 2006 | 2007 | 2008 | 2009 | 2010 | 2011 | 2012 | 2013 | 2014 |
| Jeux olympiques d'hiver | Jeux olympiques d'hiver | 24e  | -    | -    | -    | 7e   | -    | -    | -    | 11e  |
| Championnats du monde   | Ind.                    | JO.  | -    | 3e   | 13e  | JO.  | 3e   | 2e   | 5e   | JO.  |
| Championnats du monde   | Mixte                   | JO.  | -    | -    | 1er  | JO.  | 2e   | 2e   | 2e   | JO.  |
| Championnats d'Europe   | Championnats d'Europe   | 2e   | -    | -    | 1er  | 2e   | -    | -    | -    | 3e   |
| Coupe du monde          | Coupe du monde          | -    | -    | 13e  | 3e   | 2e   | 3e   | 2e   | 5e   | 5e   |

### Coupe du monde
- Meilleur classement en individuel : 2e en 2010 et en 2012.
- 22 podiums individuels : 7 victoires, 6 deuxièmes places et 9 troisièmes places.

#### Détails des victoires en Coupe du monde
| Édition   | Piste                                 | Total |
| 2008-2009 | Altenberg Igls Königssee Saint-Moritz | 4     |
| 2009-2010 | Lake Placid                           | 1     |
| 2011-2012 | Königssee                             | 1     |
| 2012-2013 | Whistler                              | 1     |